# 27 جمادى الأولى
- السبت
- الأحد
- الاثنين
- الثلاثاء
- الأربعاء
- الخميس
- الجمعة

- 302 نوفمبر 2024
- 13 نوفمبر 2024
- 24 نوفمبر 2024
- 35 نوفمبر 2024
- 46 نوفمبر 2024
- 57 نوفمبر 2024
- 68 نوفمبر 2024
- 79 نوفمبر 2024
- 810 نوفمبر 2024
- 911 نوفمبر 2024
- 1012 نوفمبر 2024
- 1113 نوفمبر 2024
- 1214 نوفمبر 2024
- 1315 نوفمبر 2024
- 1416 نوفمبر 2024
- 1517 نوفمبر 2024
- 1618 نوفمبر 2024
- 1719 نوفمبر 2024
- 1820 نوفمبر 2024
- 1921 نوفمبر 2024
- 2022 نوفمبر 2024
- 2123 نوفمبر 2024
- 2224 نوفمبر 2024
- 2325 نوفمبر 2024
- 2426 نوفمبر 2024
- 2527 نوفمبر 2024
- 2628 نوفمبر 2024
- 2729 نوفمبر 2024
- 2830 نوفمبر 2024
- 291 ديسمبر 2024
- 12 ديسمبر 2024
- 23 ديسمبر 2024
- 34 ديسمبر 2024
- 45 ديسمبر 2024
- 56 ديسمبر 2024

27 جُمادى الأولى أو 27 جُمادی‌ الاَوَّل أو يوم 27 \ 5 (اليوم السابع والعشرون من الشهر الخامس) هو اليوم الخامس والأربعون بعد المائة (145) من أيَّام السنة (أو السادس والأربعون بعد المائة لو كان شهر ربيع الآخر مُتممًا لليوم الثلاثين أو السابع والأربعون بعد المائة لو أتم كلاً من صفر وربيع الآخر ثلاثين يوماً) وفق التقويم الهجري القمري (العربي). يبقى بعده 209 أو 210 يومًا لانتهاء السنة.

## أحداث
- 13هـ - نشوب معركة أجنادين بين المسلمين بقيادة خالد بن الوليد والروم بقيادة القبقلار، وانتصر المسلمون في هذه المعركة، وانفتح لهم الطريق لاستكمال فتح الشام.
- 1194هـ - السفير المغربي ابن عثمان المكناسي يوقع في آرانخويث معاهدة بين المغرب وإسبانيا.
- 1344هـ - رضا بهلوي يطيح بالشاه أحمد مرزا القاجاري وينهي حكم القاجاريون للإمبراطورية الفارسية وينصب نفسه شاهًا.
- 1372هـ - الاتحاد السوفيتي يقرر قطع علاقاته الدبلوماسية مع إسرائيل بعد أن إكتشف أن مصالحة الإستراتيجية تحتم وقوفه مع العرب.
- 1378هـ - صدور العدد الأول من مجلة العربي في الكويت والتي يرأس تحريرها الدكتور أحمد زكي.
- 1392هـ - اغتيال الكاتب الفلسطيني غسان كنفاني على يد الموساد بتفجير سيارته بمنطقة الحازمية قرب بيروت.
- 1409هـ - مقاتلات الولايات المتحدة تسقط مقاتلتين ليبيتين داخل المياه الإقليمية الليبية في البحر الأبيض المتوسط.
- 1414هـ - مجلس الأمن يتبنى القرار 883 الذي يقضى بتشديد الحصار الاقتصادي على ليبيا، وذلك في أطار أزمة لوكربي مع الولايات المتحدة وبريطانيا.
- 1420هـ - بدء اجتماعات قمة سرت الأولى بليبيا بمشاركة 46 رئيس دولة وحكومة أفريقية وفي هذه القمة تقرر إنشاء الاتحاد الأفريقي.
- 1428هـ - تفجير بواسطة عبوات ناسفة في ضريح الإمامين علي الهادي والحسن العسكري أدى إلى تدمير مأذنتي المرقد بالكامل.
- 1430هـ -
  - قبل يوم من الذكرى التاسعة عشر للوحدة اليمنية الرئيس السابق لجمهورية اليمن الديمقراطية الشعبية علي سالم البيض يدعو إلى انفصال الجنوب ويؤكد إنه سيقود المساعي المؤدية إلى هذا الانفصال.
  - محكمة مصرية تصدر حكمًا بتحويل أوراق رجل الأعمال والسياسي هشام طلعت مصطفى ومحسن السكري لمفتي الديار المصرية الدكتور علي جمعة وذلك بعد إدانتهما بقتل المغنية اللبنانية سوزان تميم في دبي قبل نحو سنة.
- 1431هـ - تحطم طائرة الخطوط الجوية الأفريقية الرحلة 771 على مقربة من العاصمة الليبية طرابلس الغرب مما أسفر عن مقتل 103 راكب ونجاة طفل وحيد يبغ من العمر 8 سنوات.
- 1436هـ - حزب الليكود الحاكم في إسرائيل بِقيادة بنيامين نتنياهو يفوز بِأغلبيَّة المقاعد في الكنيست عبر الانتخابات النيابيَّة.
- 1438هـ - قُوَّات من الجيش السوري الحر تسترجع مدينة الباب في شمال سوريا من تنظيم داعش.

## مواليد
- 1282هـ - محمد رشيد رضا، علامة مسلم لبناني وأحد رواد الإصلاح في العالم الإسلامي.
- 1344هـ - أحمد شاملو، شاعر إيراني.
- 1361هـ - معمر القذافي، زعيم ليبيا.
- 1364هـ -
  - جمال الغيطاني، روائي مصري.
  - محمد الطويان، ممثل سعودي.
- 1386هـ - خالد النبوي، ممثل مصري.

## وفيات
- 1377هـ - أبو الحسن صبا، موسيقار وعازف كمان إيراني.
- 1329هـ - عمر باشا المحمد، عضو مجلس إدارة متصرفية ولاية طرابلس الشام عام 1909
- 1392هـ - غسان كنفاني، كاتب فلسطيني.
- 1404هـ - طه باقر، عالم عراقي في علم الآثار.
- 1429هـ - محمد رضا الحسيني الشيرازي، مرجع ديني شيعي.
- 1443هـ - جابر عصفور، كاتب وأكاديمي ووزير سابق وسياسي مصري.

## وصلات خارجية
- موقع قصة الإسلام: حدث في شهر جُمادى الأولى.